# Зингер, Евсей Михайлович
Евсей Михайлович Зингер (10 января 1911, Санкт-Петербург — 29 июня 1977, Новосибирск) — советский пианист, педагог, выпускник Ленинградской государственной консерватории, профессор Новосибирской государственной консерватории. Один из основателей традиции высшего музыкального образования и культуры фортепианного исполнительства в Новосибирске.

## Биография
Родился в 1911 году в Санкт-Петербурге, в семье помощника присяжного поверенного Михаила Евсеевича Зингера, проживающей на 4-й Рождественской улице, № 18. Окончил 11-ю Советскую единую трудовую школу (Ленинград, 1922—1927). Учился в Третьем музыкальном техникуме в классе фортепиано К. Р. Зельдович (3 курса, Ленинград, 1923—1927). Окончил фортепианное отделение исполнительского факультета Ленинградской консерватории (1927—1931) и Школу высшего художественного мастерства (аспирантуру) под руководством С. И. Савшинского (1934—1936).
Работал пианистом-ансамблистом Роскино (Ленинград, 1930—1934), в частности, руководил трио в кинотеатре «Спартак» (1932—1933) и кинотеатре «Агитатор» (1933—1934). Был пианистом-солистом Ленинградского Радиоцентра (1932—1934), пианистом-солистом и аккомпаниатором Концертно-зрелищного бюро Ленинградского областного управления театрами (1932—1933).
С 1936 по 1945 год преподавал в Саратовской консерватории, с 1938 года возглавлял кафедру специального фортепиано, в 1940 г. утверждён в качестве доцента.
В 1945—1946 годах — пианист-солист и концертмейстер музыкально-литературного лектория Ленинградской областной филармонии. В 1946—1950 годах — доцент кафедры истории и теории исполнительства Ленинградской консерватории. Преподавал курс истории и теории пианизма, общий курс фортепиано, вёл педагогическую практику. Был уволен в разгар борьбы с космополитизмом.
С 1952 по 1956 год — доцент Алма-Атинской консерватории.
С 1957 года — доцент Новосибирской консерватории. С 1958 по 1963 год — заведующий кафедрой специального фортепиано, с 1958 по 1977 год — профессор Новосибирской консерватории. Преподаватель Новосибирского музыкального училища (1956—1965), Новосибирской специальной музыкальной школы (1970-е годы).

## Исполнительская деятельность
Вёл активную концертную деятельность, выступал сольно, с оркестром и в камерных составах. Владел обширным репертуаром, особое место в котором занимали произведения романтиков: Ф. Шопена, Р. Шумана, А. Скрябина. 
В консерваторские годы выступал в Ленинградской филармонии. В 1933 году гастролировал в Мурманске, Хибиногорске, Кандалакше, Сороке, Медвежьей горе, Петрозаводске и др.
В саратовский период для выступлений в Большом зале Саратовской консерватории он интенсивно готовил развёрнутые сольные программы с музыкой Рахманинова, Шопена, Шумана, Альбениса, Гранадоса, Прокофьева, Желобинского. Давал концерты в Пензе, Тамбове, Мичуринске.
В годы войны работал в составе концертных бригад, выезжая с концертами в города Казахстана и Киргизии.
Выступал в Ленинградской консерватории с сольными программами, в том числе монографическими концертами из произведений Шопена, Шумана.
В Алма-Ате давал монографические скрябинские концерты, исполнял фортепианные концерты Чайковского, Рахманинова, Тактакишивили с симфоническим оркестром Алма-Атинской филармонии. Часто включал в программы новую музыку Казахстана: сочинения М. Койшибаева, М. Мендыгалиева, К. Кужамьярова, собственные фортепианные транскрипции на темы казахских опер.
В Новосибирске давал сольные концерты, представлявшие широкую панораму произведений русской и западноевропейской классики, выступал с оркестрами Новосибирской консерватории и Новосибирской филармонии, принимал участие в циклах тематических концертов НГК им. Глинки: «Фортепианные сонаты Бетховена» (1962—1963), «Фортепианные сонаты Прокофьева» (1963—1964), «Из истории русской фортепианной сонаты» (1971) и др.

Евсей Зингер стоял у истоков камерного музицирования в Новосибирске. В сотрудничестве с Е. Шустиным и Л. Руханкиным он представлял масштабные циклы концертов камерной музыки, в рамках которых, среди множества других сочинений, были исполнены все скрипичные и виолончельные сонаты Бетховена. Сотрудничал с квартетом Новосибирской консерватории.
Игра Зингера отличалась гибким, мастерским владением музыкальным временем, что приближало его исполнение к характеру человеческой речи. Естественность его фразировки способствовала ощущению непосредственности в высказываниях. Рояль у Евсея Михайловича звучал полно, ясно, красиво. Е. М. Зингер отдавал приоритет певучей фортепианной игре, что можно связать с его особым пристрастием к русской музыке и русской фортепианной школе. Напевность в игре Зингера органически сплеталась с речевым, декламационным началом. Рельефное воплощение всех мелодических элементов способствовало полифонической насыщенности исполнения. Для его игры были характерны объемность звучания, красочная дифференциация каждого фактурного слоя. Красочность звучания усиливала оригинальная и смелая художественная педализация. Зингер предпочитал играть масштабно, с преобладанием исполнительского «крупного плана», создавая у слушателя впечатление непрерывного развития музыкального материала. Логика развертывания музыкальной ткани устремлялась к кульминации, в которой Е. М. Зингер концентрировал эмоциональную «взрывчатость», яркую импульсивность. Импульсивная «точка» (известное выражение С. Рахманинова) определяла эмоциональный тонус окружающих её эпизодов и всей логики музыкального развития.
Исполнительская деятельность Зингера носила яркий просветительский оттенок. Он выступал с редко исполняемыми и новыми сочинениями (пьесы Глинки, Даргомыжского, Балакирева, Лядова, Соната А. Глазунова си-бемоль мажор, произведения композиторов Армении, Азербайджана и других республик СССР). Созданный им цикл телепередач «Беседы у рояля» объединял его исполнительское мастерство и лекторский дар.

## Научная деятельность
Научная деятельность Е. М. Зингера отличалась интенсивностью. Он выступал на научных конференциях, в 1960 году первым из педагогов Новосибирской консерватории защитил кандидатскую диссертацию на тему «Из истории пианизма во Франции в XIX веке». На её основе была опубликована монография «Из истории Фортепианного искусства Франции до середины XIX века» (1976 г.). Занимался изучением творчества А. Н. Скрябина. В Государственной библиотеке им. Ленина была депонирована монография «Фортепианное творчество Скрябина». Им были написаны статьи «Скрябин-пианист», «К проблеме исполнения фортепианных произведений Скрябина». Сотрудничал с Музеем Скрябина в Москве и «Шумановским домом» в Цвиккау. Автор очерка «Р. Шуман в русском и советском музыковедении», статьи «Фортепианные произведения Шумана в исполнении В.Софроницкого» (1970).
Выступал с музыкально-критическими статьями в периодической печати.
Был одним из первых исследователей истории музыкальной культуры Сибири, посвятив этому вопросу статьи «Из истории музыкального образования в Томске» (1962) и «Ленинградская государственная филармония в Сибири в годы Великой Отечественной войны» (1970).
В своих научных работах Зингер органично соединял подход ученого-историка, в совершенстве владеющего методом исторической науки, и подход ученого-исполнителя, столь же свободного в осуществлении исполнительского анализа. Это определило своеобразие и индивидуальность его научного метода.

## Педагогическая деятельность
Евсей Михайлович Зингер утвердил в Сибири принципы петербургской фортепианной школы, традиции Л. Николаева, С. Савшинского. Он привлекал внимание учеников и коллег к трудам С. Савшинского и воплощал в опыте его методы. Особенно близко ему было понятие «слышащей руки», выражающее примат внутренних представлений музыканта над физиологическими движениями.

 Инструмент создан потребностью выражения духовного мира человека, его эволюция отражает жизнь человеческого духа. Человек создал фортепиано, исходя из своих эволюционирующих эстетических потребностей, фортепиано, в свою очередь, создало пианистов в силу присущих ему качеств. Мыслящий, чувствующий и переживающий художник в процессе фортепианной игры сливается с инструментом. … Организм как бы очеловечивает тонкий и чуткий механизм, вовлекая его в творческий процесс исполнения.
— Е. М. Зингер. Опыт педагога (о книге С. И. Савшинского «Пианист и его работа»)
Е. М. Зингер уделял чрезвычайное внимание индивидуальному подходу в педагогике. В статье «Педагогические раздумья» он говорит о важности психологических аспектов в общении учителя и ученика, естественности их человеческих взаимоотношений, необходимости их «взаимного приспособления» друг к другу. Проявление уважения и доброжелательности к ученикам было для него основой доверия в педагогическом процессе.
Индивидуальный подход предполагал разнообразие методов педагогического воздействия: гибкое применение различных видов педагогического показа, силу слова, ассоциативный метод. Свои уроки Зингер строил свободно, не догматически, при этом разнообразие указаний подчинялось единому стержню, главной теме урока, необходимой для ясности восприятия указаний, большей лёгкости запоминания и последовательности развития.
Е. М. Зингера беспокоила связь средней и высшей ступеней музыкального образования. Он говорил о важности отсутствия «форсирования» техники и «ломки» пианистического аппарата — животрепещущей проблемы для многих студентов, переходящих из училища в ВУЗ. Он настаивал на органичности и постепенности процесса художественного и технического совершенствования пианиста.
В докладе «О воспитании советского пианиста», прочитанном в 1962 году в НГК им. М. И. Глинки, Е. М. Зингер указывал на то, что развитие самостоятельности, умения анализировать и обобщать собственный опыт являются важнейшими проблемами и задачами в воспитании студентов как высшего, так и среднего звеньев музыкального образования. Для достижения самостоятельности мышления Зингер предлагал следующие принципы:
- воспитание привычки регулярного труда
- восприятие функции педагога, как прежде всего указующего путь достижения цели
- формирование привычки максимального выполнения заданий педагога к уроку для воспитания у студентов самоощущения потребностей в собственном развитии
- наличие главной темы урока
- совместный с педагогом активный поиск решений[13].

В ходе преподавания он стремился захватить и воодушевить ученика поэтической идеей, содержащейся в произведении. Веря в силу непосредственного воздействия музыки, Евсей Михайлович создавал на уроках атмосферу «обоюдной влюблённости» учителя и ученика в сочинение. Выражение поэтической идеи в фортепианных исполнительских средствах он рассматривал прежде всего через категорию индивидуального стиля композитора. Творческий эмоциональный порыв в его педагогике сочетался с требованием систематичности и внутренней дисциплины в процессе работы пианиста над собой.
Е. М. Зингер вёл курс истории фортепианного исполнительского искусства в Новосибирской консерватории. Курс был насыщен показами за инструментом: Зингер демонстрировал историю фортепианной литературы в собственном исполнении. Информационное наполнение лекций Е. М. Зингер собирал по крупицам из различных источников. Многое он переводил сам из иностранной литературы, прекрасно владея французским и немецким языками. В качестве информационных первоисточников использовался нотный текст произведений. Е. М. Зингер акцентировал внимание студентов на «исполнительском» устройстве музыкальных сочинений. С такой точки зрения анализировалась фактура, динамика, агогика, ритм и другие выразительные средства. Исполнитель присутствовал на лекциях в лице учителя, подтверждающего свои суждения «показом» на фортепиано.
Е. М. Зингер оказывал методическую поддержку музыкальным училищам городов Сибири, способствуя укреплению их связей с консерваторией. В ходе поездок в Омск, Кемерово, Томск, Барнаул, Улан-Удэ, Якутск, Красноярск, Иркутск Евсей Михайлович слушал игру перспективных учащихся, проводил уроки и мастер-классы, делился рекомендациями по поводу учебных программ и методики преподавания, давал концерты и читал лекции.
Среди его учеников — композитор, пианист, педагог Макс Фишман, композитор Юрий Корнаков и профессор кафедры фортепиано Петербургской консерватории Олег Малов. В НГК его ученики — заслуженный деятель искусств РФ, профессор Д. Л. Шевчук; доценты Л. Н. Стремоусова, В. С. Свешникова, Л. П. Факторович.

## Память
Похоронен на Заельцовском кладбище (квартал 42).
Архив Е. М. Зингера хранится в музее НГК им. М. И. Глинки.
С 2020 года в Новосибирской государственной консерватории имени М. И. Глинки проводится Международный конкурс пианистов имени Е. М. Зингера.

## Сочинения

### Музыковедческие труды
- Скрябин — пианист. — 1943. — Рукопись.
- Очерки по истории французского пианизма 30—40-х годов XIX века. — 1947. — Рукопись.
- Из истории пианизма во Франции в 30-е — 40-е годы XIX столетия // Научно-методические записки Новосибирской государственной консерватории — Вып. 1. — Новосибирск, 1958. — С. 109—144.
- Из истории фортепианного искусства во Франции (до середины XIX века): Дис. … канд. искусствоведения. — 1960. — Рукопись.
- Из истории фортепианного искусства во Франции (до середины XIX века): Автореф. дис. … канд. искусствоведения. — 1960.
- Из истории музыкального образования в Томске. — 1962. — Рукопись.
- Старейшее училище Сибири (к 70-летию Томского музыкального училища) // Сов. музыка. — 1963. — № 4. — С. 154—155.
- Опыт педагога (о книге С. И. Савшинского «Пианист и его работа»): Рец. // Сов. музыка. — 1963. — № 11.
- Дирижёр и его оркестр (о симфоническом оркестре Новосибирской филармонии и его дирижёре А. Каце) // Сов. музыка. — 1964. — № 11. — С. 109—111.
- Воспитательница пианистов (о педагоге Улан-Удэнской музыкальной школы В. Д. Обыденной) // Муз. жизнь. — 1966. — № 5.
- Педагог Тулунина (о педагоге Красноярского музыкального училища) // Муз. жизнь. — 1967. — № 9. — С. 19.
- Ленинградская филармония в Сибири в годы Великой Отечественной войны. 1941—1945 // Научно-методические записки Новосибирской государственной консерватории. — Вып. 5. — Новосибирск, 1970. — С. 61— 117.
- Шуман в русской и советской музыковедческой литературе. — 1970. — Рукопись.
- Фортепианные произведения Шумана в исполнении Владимира Софроницкого. — 1970. — Рукопись.
- К проблеме исполнения фортепианных произведений Скрябина // Проблемы исполнительства. — 1974.
- Из истории фортепианного искусства Франции: В помощь педагогу-музыканту. — М., 1976.
- Из прошлого и пережитого. — 1976. — Рукопись.
- Фортепианное творчество А. Н. Скрябина. — Рукопись. — Депонирована в НИО Информкультура гос. б-ки СССР им. В. И. Ленина.
- К проблеме исполнения фортепианных сочинений Скрябина // Сиб. муз. альманах — 2001. — Новосибирск, 2002. — С. 103—111.
- О прошлом и пережитом // Новосибирская консерватория — 50 лет: Материалы и документы. — Новосибирск, 2006. — С. 149—171.[17]

### Музыкально-критические статьи
- Отрадное явление в культурной жизни Кузбасса. — Кузбасс. — 1958. — 24 апр.
- Наши пожелания // Сов. Сибирь. — 1958. — 7 июня.
- Концерт молодых исполнителей // Сов. Сибирь. — 1958. — 3 сент.
- У рояля Лев Оборин // Сов. Сибирь, — 1959. — 1 марта.
- Широкое дыхание мелодий: К 150-летию со дня рождения Фредерика Шопена // Сов. Сибирь. — 1960. — 22 февр.
- Неиссякаемое мастерство пианиста // Веч. Новосибирск. — 1960. — 28 марта.
- У рояля Д. Башкиров // Веч. Новосибирск. — 1960. — 2 апр.
- Первый симфонический. // Веч. Новосибирск. — 1961. — 19 окт.
- Первая в России // Сов. Сибирь. — 1962. — 21 сент.
- Созвездие талантов // На вахте. — 1962. — 16 июня.
- Властелин чарующих звуков: К 125-летию со дня рождения Чайковского // Веч. Новосибирск. — 1965. — 7 мая.
- Ван Клиберн в Новосибирске // Сов. Сибирь. — 1965. — 19 июня.
- У рояля — Лотар-Шевченко // Веч. Новосибирск. — 1966. — 15 янв.
- Вечер бетховенской музыки // Веч. Новосибирск. — 1966. — 5 февр.
- Играет Дмитрий Башкиров // Молодость Сибири. — 1966. — 11 марта.
- Концерт старинной музыки // Сов. Сибирь. — 1966. — 24 апр.
- Вечер большой музыки // Соц. Якутия. — 1967. — 4 янв.
- Карло Декки в Новосибирске // Сов. Сибирь. — 1967. — 10 июля.
- Рэн Жианоли // Веч. Новосибирск. — 1968. — 20 апр.
- Пианист Зигфрид Штекиль // Веч. Новосибирск. —1969. — 25 сент.
- На концерте Святослава Рихтера // Веч. Новосибирск. — 1970. — 14 нояб.
- И мастерство, и вдохновение // Веч. Новосибирск. — 1971. — 23 нояб.
- Ленинградский ансамбль скрипачей // Веч. Новосибирск. — 1971. — 11 дек.
- Поэтично, проникновенно // Веч. Новосибирск. —1974. — 24 сент.[17]

### Сочинения для фортепиано и для голоса с фортепиано
- Казахская народная песня «Агай-Когай»: Сб. для учащихся муз. школ // Сов. композитор. — Л., 1957.
- Сборник фортепианных пьес на казахские темы (совместно с А. Арононым). — Алма-Ата. 1966, 1968, 1969.
- Три пьесы для фортепиано: Прелюдия, Мазурка, Экспромт. — Рукопись.
- Маленькая сюита на чеченские темы. — 1956. — Рукопись.
- Музыка к водевилю Э. Лабиша «Пощечина». — 1951.[17]

## Комментарии
1. ↑  Зингер выделял несколько видов педагогического показа: "положительный" ("как нужно играть"), отрицательный ("как не нужно играть), "прямой" (демонстрация данного эпизода), "косвенный" (демонстрация аналогичных эпизодов в произведении или других сочинениях)[14].
2. ↑  В архиве Зингера присутствуют личные переводы рассказов Э. Т. А. Гофмана, которые он использовал в лекции о Шумане[15].